# Calotta glaciale dell'Antartide occidentale

Mappa dell'Antartide con le sue principali caratteristiche geografiche

La calotta glaciale dell'Antartide occidentale (spesso abbreviato in WAIS, dall'inglese West Antarctic Ice Sheet) è la parte di calotta glaciale continentale che copre la porzione dell'Antartide Occidentale ch'è delimitata dai monti Transantartici. È classificata come calotta glaciale marina, in quanto il suo letto si trova al di sotto del livello del mare e i suoi bordi confluiscono in piattaforme di ghiaccio galleggianti. È delimitata dalla barriera di Ross, dalla piattaforma di ghiaccio Filchner-Ronne e dai ghiacciai che sfociano nel mare di Amundsen.
Quest'area, sensibilmente più piccola rispetto alla calotta orientale, è anche quella più colpita dagli effetti del cambiamento climatico. Il processo cominciò ad interessare la zona sin dagli anni '50 del XX secolo, mentre è dagli anni '90 che s'iniziò a registrare un sostanziale ritiro dei ghiacciai costieri. Le stime suggeriscono che questo fenomeno abbia aggiunto circa un 7,6 ± 3,9 mm all'innalzamento globale del livello del mare tra il 1992 e il 2017, e che negli anni 2010 la perdita di superficie ghiacciata raggiunse un tasso equivalente a 0,4 millimetri di innalzamento annuale del livello del mare. Sebbene parte di queste perdite siano compensate dalla crescita della calotta glaciale dell'Antartide orientale, il continente nel suo insieme perderà, molto probabilmente, abbastanza ghiaccio da far aumentare considerevolmente il livello del mare entro il prossimo secolo.

## Descrizione

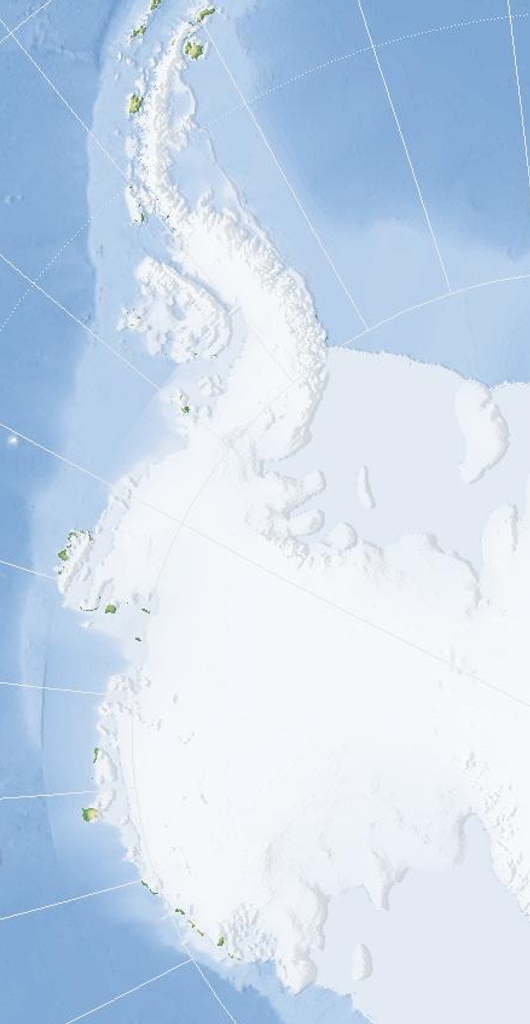
L'antartide occidentale vista da Marble

Il volume totale della calotta glaciale antartica occidentale è stimato in 2,1 milioni di km3 della porzione di ghiaccio sopra il livello del mare e in circa 1 milione di km3 della porzione ch'è al di sotto. Il volume totale dell'intera calotta glaciale antartica è invece stimato in 26,92 milioni di km3. La roccia sottostante è stata interessata da una depressione isostatica, abbassandosi di quasi un chilometro a causa del peso del ghiaccio.
Sotto la forza del proprio peso, la calotta glaciale si deforma e il ghiaccio interno scorre lentamente su un substrato roccioso ruvido. Questo substrato, trovandosi in gran parte al di sotto del livello del mare entra in contatto con il calore dell'oceano, rendendo questa calotta particolarmente vulnerabile accelerandone i tempi di scioglimento. 
In alcune circostanze, il ghiaccio può scorrere più velocemente in flussi di ghiaccio, separati da creste di ghiaccio a flusso lento. Anche per via dei flussi più veloci le dimensioni della calotta glaciale dell’Antartide occidentale sono più limitate, nonostante la media delle nevicate che si verificano in questa regione sia elevata.
Quando il ghiaccio raggiunge il continente si separa o continua a scorrere sull'acqua costeggiandola, andando così a formare una grande piattaforma di ghiaccio galleggiante fissata al continente.
Qui si trova uno dei maggiori rift continentali della terra, rendendo la Calotta glaciale occidentale antartica la regione vulcanica più grande del mondo. Nel 2017, infatti, i geologi dell’Università di Edimburgo hanno scoperto 91 vulcani situati due chilometri sotto la superficie ghiacciata.

### Oceanografia
L'Antartide occidentale è circondata da una forte corrente circumpolare che si muove in senso orario. Queste correnti svolgono un ruolo significativo nella circolazione termoalina globale e sono uno dei motivi per cui l’Antartide è così fredda.
A profondità minori, le acque circumpolari possono spostarsi attraverso il continente e raggiungere la parte inferiore delle piattaforme di ghiaccio; questo, a causa delle sue temperature relativamente calde, le porta a sciogliersi rapidamente.

## Storia
Come le altre calotte glaciali, la calotta glaciale dell'Antartide occidentale ha subito cambiamenti significativi nelle dimensioni nel corso della sua storia. Circa 80.000 anni fa, le sue dimensioni erano paragonabili a quelle attuali, ma poi divenne sostanzialmente più grande, fino a raggiungere i margini delle piattaforme continentali dell'Antartide durante l'Ultimo massimo glaciale, circa 30.000 anni fa. Si è poi ridotto al suo stato preindustriale circa 3.000 anni fa.
Nel lungo periodo è altresì probabile che questa calotta di ghiaccio scompaia del tutto, a causa del processo di riscaldamento già avviatosi. Prove paleoclimatiche sembrano confermare questa previsione in quanto lo stesso fenomeno si registrò nel periodo Eemiano in cui si ebbero temperature simili a quelle registrate all'inizio del XXI secolo. Il periodo entro cui ciò avverrebbe è stimato tra i 2000 e i 13000 anni, anche se un aumento significativo del riscaldamento globale potrebbe far velocizzare il processo esponenzialmente che, quindi, potrebbe portarsi a compimento anche in 500 anni.